# Peter O'Mahony
Pour les articles homonymes, voir O'Mahony.

a Compétitions nationales et continentales officielles uniquement.

b Matchs officiels uniquement.
Dernière mise à jour le 27 mars 2025.
Peter O'Mahony, né le 17 septembre 1989 à Cork (Irlande), est un joueur international irlandais de rugby à XV jouant au poste de troisième ligne aile au Munster depuis 2010 et en équipe d'Irlande de 2012 à 2025. 
Avec sa province, il remporte la Celtic League en 2011, puis perd trois finales de Pro12 avant de gagner le United Rugby Championship en 2023. En sélection nationale, il remporte le Tournoi des Six Nations à quatre reprises, réalisant le Grand Chelem deux fois. 

## Biographie

### Jeunesse et formation
Peter O'Mahony est né à Cork, où il fréquente le Presentation Brothers College. Il rejoint le centre de formation du Munster en 2008, puis devient capitaine de l'équipe d'Irlande des moins de 18 ans, puis des moins de 20 ans lors du Tournoi des Six Nations des moins de 20 ans 2009 et du championnat du monde junior de la même année,.
Il fait aussi partie de l'équipe irlandaise de la Cork Constitution RFC avec qui il remporte le championnat d'Irlande de rugby à XV en 2010, et est élu homme du match lors de la finale face au Garryowen FC. 

### Débuts professionnels (2010-2011)
Durant sa dernière année au centre de formation, Peter O'Mahony fait ses débuts professionnels pour le Munster, le 2 janvier 2010, durant la saison 2009-2010 de la Celtic League, contre l'Ulster, lorsqu'il entre en jeu en deuxième mi-temps,. Il ne joue que deux matchs de Celtic League. Cette saison, il est également le capitaine du l'équipe A du Munster qui dispute la finale de la première édition de British and Irish Cup, son équipe s'incline face aux Cornish Pirates sur le score de 23 à 14,. La saison suivante, il est promu à un contrat de développement complet avec le Munster pour la saison 2010-2011. Il profite du départ des internationaux en sélection nationale pour les tests d'automne pour gagner du temps de jeu. Il réalise notamment un grand match lors de la victoire historique de son équipe contre l'Australie, en amical, sur le score de 15 à 6. Il joue six matchs durant la saison et n'inscrit pas d'essais. Le Munster remporte la Celtic League, cette saison. Il s'agit du premier titre de la carrière de Peter O'Mahony, bien qu'il ne participe pas à la finale.

### Affirmation au Munster et débuts internationaux (2011-2013)
En début de saison 2011-2012, il signe un contrat sénior avec le Munster. Puis, grâce aux départs des joueurs internationaux pour la Coupe du monde 2011, il enchaîne les titularisations et devient le capitaine de son équipe dès l'ouverture du championnat,. Il s'impose alors définitivement au sein de la troisième ligne du Munster. En novembre 2011, il marque le premier essai de sa carrière, contre le Castres olympique en Coupe d'Europe. En février 2012, sa bonne première moitié de saison durant laquelle il se révèle, lui permet d'être appelé pour la première fois en équipe d'Irlande, pour participer au Tournoi des Six Nations 2012. Il connaît sa première cape le 25 février 2012 lors de la deuxième rencontre du tournoi, contre l'Italie. Il entre en jeu en seconde période à la place de Seán O'Brien et son pays s'impose 42 à 10. Il joue quatre des cinq matchs des Irlandais dans la compétition, dont le match contre l'Écosse en tant que titulaire. À la fin de cette saison, il a joué 22 matchs toutes compétitions confondues avec le Munster, dont 20 en tant que titulaire, marqué trois essais et est récompensé par le titre de jeune joueur de l'année de Munster. Il est de nouveau convoqué en équipe nationale en juin 2012 pour participer à la tournée irlandaise en Nouvelle-Zélande. Il joue les trois matchs de la tournée, dont le dernier en tant que titulaire.
Durant la saison 2012-2013, Peter O'Mahony est titulaire avec le Munster en troisième ligne. Il est convoqué avec le XV du Trèfle pour participer aux tests internationaux de novembre 2012. Il joue deux matchs, contre l'Afrique du Sud et l'Argentine,. Quelques mois plus tard il est de nouveau appelé pour participer au Tournoi des Six Nations 2013, durant lequel il est titulaire à chaque match. Avec le Munster, il joue un rôle important dans le parcours de son équipe en Coupe d'Europe, qui se fait éliminer en demi-finale par l'ASM Clermont.

### Capitaine du Munster et de l'Irlande (depuis 2013)

#### Vainqueur du Tournoi des Six Nations 2014
En juin 2013, Peter O'Mahony fait partie de l'équipe d'Irlande qui participe à la tournée d'été en Amérique du Nord. En l'absence de l'habituel capitaine Rory Best, sélectionné avec les Lions britanniques et irlandais, il est désigné capitaine de la sélection irlandaise pour la tournée,, durant laquelle il joue les deux matchs, contre le Canada et les États-Unis.
En début de saison 2013-2014, après le départ à la retraite du capitaine du Munster, l'ancien All Black Doug Howlett, Peter O'Mahony devient le nouveau capitaine de sa province. En novembre 2013, il inscrit son premier essai international lors d'un match contre les Samoa, durant la tournée d'automne. Il participe ensuite au Tournoi des Six Nations 2014, durant lequel il joue quatre des cinq matchs de son pays qui remporte le tournoi. Il est notamment élu Homme du match contre le pays de Galles et joue un rôle vital dans le succès de son équipe dans le reste de la compétition,. Il remporte ainsi son premier trophée en sélection nationale. Avec le Munster, il joue onze matchs, marquant trois essais, dans une saison où son équipe échoue aux portes de la finale du Pro12 en étant éliminé en demi-finale par Glasgow, et de Coupe d'Europe en étant battu par le RC Toulon en demi-finale également. O'Mahony se blesse à l'épaule, en fin de saison, lors du quart de finale de Coupe d'Europe contre le Stade toulousain. En raison de cette blessure, il manque reste de la saison car il doit subir une opération de reconstruction de l'épaule. Il est également opéré de l'épaule droite pour réparer un problème de longue date.

#### Vainqueur du Tournoi des Six Nations et finaliste du Pro12 en 2015
Peter O'Mahony fait son retour de blessure la saison suivante (2014-2015), en octobre 2014, lors d'un match contre le Leinster. Cette saison, son équipe atteint cette fois la finale du Pro12. Il ne participe cependant pas à la finale perdue 13-31 contre Glasgow, trop juste à cause d'une blessure à la hanche. Avec l'équipe d'Irlande, il participe dans un premier temps aux matchs de novembre 2014 contre l'Afrique du Sud puis l'Australie,. Puis, il joue le Tournoi des Six Nations 2015, commençant chacun des matchs de l'Irlande qui remporte à nouveau le tournoi, pour la seconde fois consécutive. 
À la suite de cette bonne saison, il est sélectionné en équipe nationale par Joe Schmidt pour participer à la Coupe du monde 2015. Il joue trois des quatre matchs de poule des Irlandais, face au Canada, à l'Italie et à la France, contre qui il se blesse gravement en seconde période. Il souffre d'une blessure aux ligaments du genou, l'éloignant des terrains durant près d'un an. Il manque ainsi la fin de la Coupe du monde, qui voit son pays de faire éliminer en quarts de finale par l'Argentine, puis l'intégralité de la saison 2015-2016. En début de saison 2015-2016, il était annoncé qu'il deviendrait définitivement le capitaine de son équipe du Munster à la suite du départ de Paul O'Connell. Mais sa blessure l'empêchant de tenir son rôle, CJ Stander prend cette fonction durant la saison 2015-2016. La saison suivante, il est confirmé comme capitaine du Munster. 

#### Finaliste du Pro12 en 2017
Peter O'Mahony fait son retour de blessure le 1er octobre 2016, en entrant en jeu à la place de Billy Holland lors d'un match de Pro12 de la saison 2016-2017 contre le Zebre Parma. Cette saison, le Munster élimine le Stade toulousain en quart de finale de Coupe d'Europe (41-16). Bien que Peter O'Mahony se blesse à la jambe durant ce match, il est tout de même apte à jouer la demi-finale contre les Saracens. Cependant, son équipe perd ce match 26 à 10 et ne se qualifie donc pas pour la finale de la compétition. Toutefois le Munster atteint la finale de Pro12, après avoir terminé premier de la phase régulière et éliminé les Ospreys en demi-finale. En finale, Peter O'Mahony est le capitaine du Munster qui affronte les Scarlets. Les Gallois l'emportent sur le score de 46 à 22.
Avec l'Irlande, il fait son retour en sélection le 12 novembre 2016, lors d'un match face au Canada, durant lequel il est le capitaine de son pays (victoire 52-21). Il est ensuite sélectionné pour participer au Tournoi des Six Nations 2017, durant lequel il joue trois matchs, dont celui où il est élu homme du match lors de la victoire 13-9 de l'Irlande contre l'Angleterre, une victoire qui prive les Anglais d'un Grand Chelem. Les Irlandais terminent le tournoi à la deuxième place. À l'issue de la saison, il est sélectionné par Warren Gatland pour la tournée 2017 des Lions britanniques et irlandais en Nouvelle-Zélande. Le 17 juin 2017, il est capitaine des Lions pour une rencontre non-officielle contre les Māori de Nouvelle-Zélande. Il devient alors le premier joueur du Munster depuis Paul O'Connell en 2013 à être capitaine des Lions. Une semaine plus tard, il connaît sa première cape avec les Lions, tout en étant capitaine, face à la Nouvelle-Zélande. Cependant, il est écarté de l'équipe pour les deuxième et troisième tests, suscitant la controverse,.

#### Grand Chelem avec le XV du Trèfle en 2018
En début de saison 2017-2018, Peter O'Mahony signe un nouveau contrat de trois ans avec la fédération irlandaise. Ensuite, il est titulaire pour deux matchs amicaux de novembre, contre l'Afrique du Sud puis l'Argentine,. Le 26 décembre 2017, il joue son 100e match avec le Munster, lors d'une réception du Leinster en championnat,. Un mois plus tard, il est sélectionné en équipe nationale pour le Tournoi des Six Nations 2018. Il joue tous du tournoi les matchs en tant que titulaire et l'Irlande remporte tous ces matchs, réalisant ainsi le Grand Chelem. À la fin du dernier, match contre l'Angleterre, après le sacre de son pays, O'Mahony donne sa médaille de vainqueur à une supportrice irlandaise atteinte de trisomie 21. Il remporte donc le troisième Tournoi des Six Nations de sa carrière. De retour au Munster, la province est éliminée en demi-finale de Coupe d'Europe par le Racing 92, puis en demi-finale du Pro14 par le Leinster.
En fin de saison, il participe à la tournée d'été de son pays en Australie. Il joue les trois matchs de la tournée et, en l'absence de Rory Best, O'Mahony devient temporairement le capitaine de sa sélection. Aussi, durant cette tournée, il obtient sa 50e cape internationale et participe à la première victoire de l'Irlande en Australie depuis 1979,.
Il réalise ensuite une très bonne saison 2018-2019 et reçoit ainsi le prix du joueur du Munster de l'année, fin avril 2019. Il est aussi nommé dans l'équipe type de la saison du Pro14. En sélection, il participe à deux matchs amicaux en novembre 2018, face à l'Argentine et la Nouvelle-Zélande. Il est notamment élu homme du match face aux All Blacks à l'occasion de la première victoire de l'Irlande à Dublin contre la Nouvelle-Zélande. Puis, il est appelé pour le Tournoi des Six Nations 2019. Il débute chaque matchs de la compétition et l'Irlande termine en troisième position.
En début de saison 2019-2020, il est une nouvelle fois retenu par Joe Schmit pour la Coupe du monde 2019. Il joue les quatre matchs de poule, marquant un essai contre la Russie, puis est titulaire en quarts de finale face à la Nouvelle-Zélande qui élimine l'Irlande de la compétition (défaite 46-14),. Il est ensuite convoqué pour le Tournoi des Six Nations 2020, durant lequel il joue tous les matchs de son pays qui termine à la troisième place. Avec le Munster, la province termine deuxième de sa conférence et se qualifie donc pour les demi-finales du Pro14 où elle est éliminée par le Leinster.

#### Finaliste du Pro14 en 2021
Peter O'Mahony joue onze matchs toutes compétitions confondues durant la saison 2020-2021. En mars 2021, il signe un nouveau contrat avec la fédération irlandaise, le liant au Munster jusqu'en 2023. En Coupe d'Europe, sa province est éliminée dès les huitièmes de finale par le Stade toulousain. En Pro14, il atteint la finale de la compétition où il affronte le Leinster. Pour ce match, O'Mahony est titulaire en troisième ligne aux côtés de Gavin Coombes et CJ Stander. Cependant, les siens sont battus sur le score de 16 à 6.
Aussi, il participe à la Coupe d'automne des nations avec son pays, durant laquelle il joue quatre rencontres. Ensuite, il est appelé pour le Tournoi des Six Nations 2021. Il est titulaire lors du premier match face au pays de Galles et écope d'un carton rouge après un contact à la tête sur le pilier gallois Tomas Francis. Il s'agit du premier carton rouge reçu par l'Irlande dans le Tournoi des Cinq ou Six Nations depuis Willie Duggan en 1977. Il est ainsi suspendu trois matchs, et fait son retour lors de la dernière journée de la compétition, une victoire 32-18 contre l'Angleterre. L'Irlande termine troisième du tournoi. En fin de saison, il est convoqué pour la tournée d'été, durant laquelle il ne joue qu'un seul match, face au Japon.
Après avoir manqué le huitième de finale aller de la Coupe d'Europe 2021-2022 du Munster sur le terrain d'Exeter que les anglais remportent 13-8, en raison d'une blessure, O'Mahony revient pour le match retour une semaine plus tard, en avril 2022. Il est élu homme du match et permet à sa province de s'imposer 26-10, assurant un 19e quart de finale de Coupe d'Europe pour le Munster, ce qui constitue un record. Au tour suivant, les Irlandais sont éliminés par Toulouse aux tirs au but. En United Rugby Championship, le Munster est également éliminé en quarts de finales, cette fois par l'Ulster. Avec le XV du Trèfle, il est dans un premier temps sélectionné pour les tests internationaux d'automne. Il joue les trois matchs contre le Japon, la Nouvelle-Zélande et l'Argentine. Un mois plus tard, il est convoqué pour le Tournoi des Six Nations 2022, durant lequel il joue chaque match, dont deux en tant que titulaire et marque un essai, pour son pays qui termine en deuxième position derrière la France qui réalise le Grand Chelem. Durant le mois de juin, il est appelé pour la tournée d'été de l'Irlande en Nouvelle-Zélande. Il est titularisé pour les trois rencontres, dont la première victoire de son pays en Nouvelle-Zélande.

#### Grand Chelem avec l'Irlande et vainqueur du United Rugby Championship en 2023
En début de saison 2022-2023, il est sélectionné pour les matchs internationaux d'automne. Il est titulaire face à l'Afrique du Sud et l'Australie et les Irlandais remportent ces deux rencontres. Début janvier 2023, il est convoqué par Andy Farrell pour disputer le Tournoi des Six Nations. Il joue les cinq matchs du tournoi dont quatre en tant que titulaire et l'Irlande remporte la compétition en réalisant le Grand Chelem. Il réalise un bon tournoi lui permettant d'être retenu dans l'équipe type de la compétition,. En parallèle, à 33 ans, il prolonge son contrat avec la fédération irlandaise et le Munster d'une saison, jusqu'en 2024.
De retour avec sa province, il est dans un premier temps éliminé dès les huitièmes de finales de Champions Cup par l'équipe sud-africaine des Sharks. Puis, son équipe se qualifie toutefois en finale du United Rugby Championship après avoir battu le Leinster en demi-finale. En finale, les Irlandais affrontent les Sud-Africains des Stormers, et Peter O'Mahony est titulaire en troisième ligne aux côtés de John Hodnett et Gavin Coombes pour cette rencontre. Le Munster s'impose 19 à 14 et remporte cette compétition pour la première fois depuis 2011,.
Fin mai 2023, il est présélectionné dans un groupe de 42 joueurs pour préparer la Coupe du monde 2023 avec son pays,. En août suivant, il joue deux test matchs de préparation, puis il fait partie de la sélection finale irlandaise pour la Coupe du monde. Lors de la première journée, il inscrit un doublé durant la large victoire 82-8 contre la Roumanie et est élu homme du match. Il dispute les trois autres rencontres de la phase de poules et connaît également sa centième sélection sous le maillot irlandais lors de la dernière journée contre l'Écosse. Par la suite, il est de nouveau titulaire pour le quart de finale contre la Nouvelle-Zélande mais lui et les siens s'inclinent 28 à 24 dans un match âprement disputé, mettant fin à leur série de dix-sept victoires consécutives.
En novembre 2023, de retour avec le Munster, il annonce renoncer à sa fonction de capitaine de l'équipe, fonction qu'il occupe depuis dix ans. Il est ensuite sélectionné pour le Tournoi des Six Nations 2024 et désigné capitaine du XV irlandais.
En février 2025, il est annoncé qu'il prend sa retraite sportive à l'issue de la saison. Le mois suivant, il dispute son dernier match avec l'Irlande lors de la dernière journée du Tournoi des Six Nations.

## Statistiques

### En province
| Saison        | Club          | Championnat               | Championnat | Championnat | Compétitions de l'EPCR | Compétitions de l'EPCR | Compétitions de l'EPCR |
| Saison        | Club          | Compétition               | Matchs      | Essais      | Compétition            | Matchs                 | Essais                 |
| ------------- | ------------- | ------------------------- | ----------- | ----------- | ---------------------- | ---------------------- | ---------------------- |
| 2009-2010     | Munster       | Celtic League             | 2           | -           | Coupe d'Europe         | -                      | -                      |
| 2010-2011     | Munster       | Celtic League             | 6           | -           | Coupe d'Europe         | -                      | -                      |
| 2011-2012     | Munster       | Pro12                     | 16          | 2           | Coupe d'Europe         | 6                      | 1                      |
| 2012-2013     | Munster       | Pro12                     | 6           | 2           | Coupe d'Europe         | 8                      | 1                      |
| 2013-2014     | Munster       | Pro12                     | 5           | 1           | Coupe d'Europe         | 6                      | 2                      |
| 2014-2015     | Munster       | Pro12                     | 9           | 1           | Coupe d'Europe         | 6                      | -                      |
| 2015-2016     | Munster       | Pro12                     | -           | -           | Coupe d'Europe         | -                      | -                      |
| 2016-2017     | Munster       | Pro12                     | 12          | 1           | Coupe d'Europe         | 8                      | -                      |
| 2017-2018     | Munster       | Pro14                     | 7           | -           | Coupe d'Europe         | 8                      | 1                      |
| 2018-2019     | Munster       | Pro14                     | 11          | 2           | Coupe d'Europe         | 8                      | -                      |
| 2019-2020     | Munster       | Pro14                     | 5           | -           | Coupe d'Europe         | 5                      | 1                      |
| 2020-2021     | Munster       | Pro14                     | 4           | -           | Coupe d'Europe         | 2                      | -                      |
| 2020-2021     | Munster       | Pro14 Rainbow Cup         | 5           | -           | Coupe d'Europe         | 2                      | -                      |
| 2021-2022     | Munster       | United Rugby Championship | 7           | -           | Coupe d'Europe         | 6                      | -                      |
| 2022-2023     | Munster       | United Rugby Championship | 12          | -           | Champions Cup          | 5                      | -                      |
| 2023-2024     | Munster       | United Rugby Championship | 8           | -           | Champions Cup          | 3                      | 1                      |
| 2024-2025     | Munster       | United Rugby Championship | 1           | -           | Champions Cup          | 3                      | -                      |
| Total Munster | Total Munster | Total Munster             | 116         | 9           | Compétitions EPCR      | 74                     | 7                      |

### Internationales

#### Équipe d'Irlande des moins de 20 ans
Peter O'Mahony a disputé huit matchs avec l'équipe d'Irlande des moins de 20 ans en une saison, prenant part à une édition du Tournoi des Six Nations des moins de 20 ans en 2009 et à deux éditions du Championnat du monde junior en 2011. Il a inscrit un essai, soit cinq points.

#### Équipe d'Irlande
De 2012 à 2025, Peter O'Mahony compte 114 sélections avec l'équipe d'Irlande, pour cinq essais marqués, soit vingt-cinq points.
Il a pris part à treize éditions du Tournoi des Six Nations, de 2012 à 2025, manquant seulement l'édition de 2016 et à trois éditions de la Coupe du monde, en 2015, en 2019 et en 2023.

## Palmarès

### En club
- Cork Constitution RFC
  - Vainqueur du Championnat d'Irlande en 2010

- Munster
  - Finaliste de la British and Irish Cup en 2010
  - Vainqueur de la Celtic League en 2011
  - Finaliste du Pro12/Pro14 en 2015, 2017 et 2021
  - Vainqueur du United Rugby Championship en 2023

### En sélection nationale
- Irlande
  - Vainqueur du Tournoi des Six Nations en 2014, 2015, 2018 (Grand Chelem), 2023 (Grand Chelem) et 2024

### Distinctions personnelles
- Membre de l'équipe type du Pro14 en 2019
- Membre de l'équipe type du Tournoi des Six Nations en 2023